# Засс, Андрей Павлович
Барон Андре́й Па́влович Засс (Андреас Бурхард Фридрих фон Засс, нем. Andreas Burchard Friedrich von Saß; 1753, Рига — 1815, там же) — генерал-лейтенант, георгиевский кавалер.

## Биография
Происходил из старинного дворянского рода. Родился в Риге в 1753 году.
По обычаю того времени в детстве (в 1761 году) был записан рядовым в Лейб-кирасирский полк. В 1769 году вступил в действительную службу с чином капитан-поручика; участвовал в войне с Барской конфедерацией; с 1773 года — офицер гвардии. С 1 января 1779 года — подполковник и командующий Кирасирским Её Величества лейб-гвардии полком. Участвовал в русско-турецкой войне 1787—1792 годов; с 1789 года — полковник. С 1790 по 1793 год командовал Переяславским конно-егерским полком, а в 1793 году сформировал Киевский конно-егерский полк и участвовал с ним в польской кампании 1794 года; отличился при штурме Праги, получил чин бригадира.
В период с 3 декабря 1796 по 27 марта 1797 года был шефом Старооскольского мушкетёрского полка; с 27 января 1797 года — генерал-майор.
Был награждён 26 ноября 1802 года орденом Св. Георгия 4-го класса. Был награждён орденами Св. Владимира 4-й и 3-й степеней, золотой саблей с надписью «За храбрость».

В 1809 году, во время Русско-турецкой войны 1806—1812 годов, русские войска под командованием Засса взяли Измаил; 19 мая 1810 года Засс перешёл Дунай ниже Туртукая, взял эту крепость и приступил к Рущуку, но овладеть им не смог. Был удостоен 13 июня 1810 года ордена Св. Георгия 3-го класса № 203 
В награду за отличие и храбрость, оказанныя в сражении против турецких войск при взятии Туртукая 19 мая.
Назначенный начальником войск в Малой Валахии и Сербии, он овладел Кладовом, а в 1811 году победил турок под предводительством Измаил-бея.
В конце 1811 года по болезни вышел в отставку, однако в ноябре 1812 года вернулся в действующую армию и был назначен командующим кавалерией 3-й Западной армии. В этом качестве участвовал в преследовании отступающих французов, отличился при осаде Торна. Участвовал в сражении при Бауцене.
В июне 1813 года по состоянию здоровья покинул войска и в 1814 году вышел в отставку. Умер 25 декабря 1815 (6 января 1816) года в Риге.

## Семья
Был женат (с 19.11.1780) на баронессе Елизавете фон Игельстрем. Их сын, генерал-майор Пётр Андреевич Засс (1781—1830; Peter Gustav Otto von Saß), состоял при цесаревиче Константине Павловиче и погиб во время революции в Варшаве, в ноябре 1830 года.